# Венда (језик)
Венда језик је један од званичних језика у Јужноафричкој Републици. Припада групи Банту језика. 
Добио је име по истоименом народу Венда, а распрострањен је на североистоку Јужноафричке Републике (претежно на северу покрајине Лимпопо), а такође и на југу Зимбабвеа на граници са Јужноафричком Републиком. Говори га око 1 милион и 152 хиљаде људи од тога око милион и 22 хиљаде у Јужноафричкој Републици и око 130 хиљада у Зимбабвеу.